# Felix Schwalbe
Pour les articles homonymes, voir Schwalbe.
Eugen-Felix Schwalbe (né le 25 mars 1892 à Kleinprießligk et mort le 12 juin 1974 à Bielefeld) est un General der Infanterie allemand qui a servi au sein de la Heer dans la Wehrmacht pendant la Seconde Guerre mondiale.
Il a été récipiendaire de la Croix de chevalier de la Croix de fer. Cette décoration est attribuée pour récompenser un acte d'une extrême bravoure sur le champ de bataille ou un commandement militaire avec succès.

## Biographie
Felix Schwalbe étudie à l'université Christian-Albert de Kiel, où il devient membre du VDSt Kiel (de). Felix Schwalbe s'engage le 1er avril 1912 comme volontaire d'un an dans l'armée prussienne. Le fils de l'agriculteur Reinhold Schwalbe rejoint le 102e régiment d'infanterie (de). Lorsque la Première Guerre mondiale éclate, il est parti au front début août 1914 en tant que vice-sergent avec le 179e régiment d'infanterie.

## Décorations
- Croix de fer (1914)
  - 2e Classe
  - 1re Classe
- Croix de chevalier de l'Ordre de Mérite de Saxe avec glaives
- Croix de chevalier de l'Ordre d'Albert avec glaives
- Croix de chevalier de l'Ordre militaire de Saint-Henri (31 mai 1916)
- Insigne des blessés (1914)
  - en Noir
- Croix d'honneur
- Agrafe de la Croix de fer (1939)
  - 2e Classe
  - 1re Classe
- Insigne de combat d'infanterie
- Médaille du Front de l'Est
- Croix du Mérite de guerre avec glaives
  - 2e Classe
  - 1re Classe
- Croix allemande
  - en Argent (30 octobre 1943)
  - en Or (7 décembre 1944)
- Croix de chevalier de la Croix de fer
  - Croix de chevalier le 13 juillet 1940 en tant que Oberst et commandant du Infanterie-Regiment 461[1]